# As Above So Below (Azure Ray)
As Above, So Below è un EP del duo americano Azure Ray, composto da Maria Taylor e Orenda Fink.È stato originariamente pubblicato il 4 settembre 2012 con Saddle Creek Records e presenta la coproduzione di Andy LeMaster e Todd Fink (di The Faint). Dopo una pausa di due anni dall'uscita di Drawing Down the Moon, Fink e Taylor (in quel periodo incinta) sono entrati in studio per registrare sei nuove canzoni, con un'influenza "elettronica" più "ipnotica" in collaborazione con Andy LeMaster e Todd Fink. Il 17 luglio 2012, Stereogum ha presentato in anteprima il "taglio stellato e tremante" Scattered Like Leaves. Rolling Stone ha presentato in anteprima lo streaming completo dell'EP il 28 agosto 2012.

## Tracce
1. Scattered Like Leaves – 3:45
2. Red Balloon – 3:55
3. Unannounced – 3:02
4. To This Life – 2:50
5. The Heart Has Its Reasons – 3:39
6. We Could Wake – 4:31